# Passion and Warfare
Passion and Warfare je instrumentální album amerického kytaristy Steva Vaie. Vyšlo v roce 1990. Je směsí rocku a heavy metalu s vlivem jazzu, funku i vážné hudby. Virtuózní technika hry, originální melodie i nezvyklé akordové postupy a stupnice použité na albu ovlivnily mnoho dalších hráčů.

## Seznam skladeb
1. "Liberty" – 2:02
2. "Erotic Nightmares" – 4:13
3. "The Animal" – 3:55
4. "Answers" – 2:41
5. "The Riddle" – 6:22
6. "Ballerina 12/24" – 1:45
7. "For the Love of God" – 6:02
8. "The Audience Is Listening" – 5:30
9. "I Would Love To" – 3:40
10. "Blue Powder" – 4:44
11. "Greasy Kid's Stuff" – 2:57
12. "Alien Water Kiss" – 1:10
13. "Sisters" – 4:07
14. "Love Secrets" – 3:35

## Detailní popis skladeb
1. Liberty (Svoboda)
2. Erotic Nightmares (Erotické noční můry)
3. The Animal (Zvíře)
4. Answers (Odpovědi)
5. The Riddle (Hádanka)
6. Ballerina 12/24 (Balerína 12/24)
7. For the Love of God (Pro Boží lásku)
8. The Audience Is Listening (Publikum poslouchá)
9. I Would Love To (Rád bych)
10. Blue Powder (Modrý prášek)
11. Greasy Kid's Stuff (v češtině pravděpodobně Dětská hračka/Snadná věc)
12. Alien Water Kiss
13. Sisters (Sestry)
14. Love Secrets (Tajemství lásky)